# إدواردو مارتينيز
إدواردو مارتينيز (بالإسبانية: Eduardo Martínez Somalo) (و. 1927  م) هو كاهن كاثوليكي، ودبلوماسي، وعالم عقيدة، وأستاذ جامعي إسباني، ولد في منطقة لا ريوخا.

## مناصب
تولى منصب Camerlengo of the Holy Roman Church ‏ (5 أبريل 1993–4 أبريل 2007)
- عميد مجمع معاهد الحياة المكرسة ومجتمعات الحياة الرسولية ‏ (21 يناير 1992–11 فبراير 2004)
- عميد مجمع العبادة الإلهية وتنظيم الأسرار ‏ (1 يوليو 1988–21 يناير 1992)
- أسقف
- سفير
- الكاردينال.

## التعليم
تعلم في الأكاديمية الكنسية البابوية ‏، والجامعة الغريغورية الحبرية.

## جوائز
حصل على جوائز منها:
- وسام الصليب الأعظم لإيزابيلا الكاثوليكية
- وسام الصليب الأعظم البيروفي لرهبانية الشمس
- نيشان الاستحقاق للجمهورية الإيطالية من رتبة الصليب الأعظم.

## روابط خارجية
- إدواردو مارتينيز على موقع مونزينجر (الألمانية)